# Wioślarstwo na Letnich Igrzyskach Olimpijskich 1948 – czwórka bez sternika mężczyzn
Rywalizacja w czwórkach bez sternika mężczyzn w wioślarstwie na Letnich Igrzyskach Olimpijskich 1948 rozgrywana była między 5 a 9 sierpnia 1948 na torze regatowym Henley Royal Regatta w Henley-on-Thames.
Zgłoszono 10 osad z 10 krajów.
| Data            |           |
| --------------- | --------- |
| 5 sierpnia 1948 | Runda 1   |
| 6 sierpnia 1948 | Repasaże  |
| 7 sierpnia 1948 | Półfinały |
| 9 sierpnia 1948 | Finały    |

## Format
W rundzie 1 rozegrano cztery wyścigi, z których zwycięskie osady awansowały do półfinału, pozostałe zaś do repasaży. Z dwóch wyścigów repasażowych zwycięzcy każdego wyścigu awansowali do półfinału pozostałe osady odpadały z rywalizacji. Z trzech wyścigów półfinałowych zwycięzcy awansowali do finału.

## Wyniki

### Runda 1
Bieg 1
| Miejsce | Narodowość        | Zawodnicy                                                              | Czas   | Kwal. |
| ------- | ----------------- | ---------------------------------------------------------------------- | ------ | ----- |
| 1.      | Włochy            | Giuseppe Moioli Elio Morille Giovanni Invernizzi Francesco Faggi       | 6:34,8 | Q     |
| 2.      | Dania             | Helge Halkjær Aksel Bonde Hansen Helge Muxoll Schrøder Ib Storm Larsen | 6:40,5 |       |
| 3.      | Południowa Afryka | Edgar Ramsay Austin Ikin Des Maybery Claude Kietzman                   | 6:58,6 |       |

Bieg 2
| Miejsce | Narodowość        | Zawodnicy                                                  | Czas   | Kwal. |
| ------- | ----------------- | ---------------------------------------------------------- | ------ | ----- |
| 1.      | Stany Zjednoczone | Fred Kingsbury Stu Griffing Greg Gates Bob Perew           | 6:43,8 | Q     |
| 2.      | Argentyna         | Julio Curatella Alberto Madero Óscar Zolezzi Óscar Almirón | 6:51,0 |       |
| 3.      | Węgry             | Miklós Zágon Lajos Nagy Tibor Nádas József Sátori          | 7:36,7 |       |

Bieg 3
| Miejsce | Narodowość      | Zawodnicy                                                 | Czas   | Kwal. |
| ------- | --------------- | --------------------------------------------------------- | ------ | ----- |
| 1.      | Wielka Brytania | Peter Kirkpatrick Hank Rushmere Tom Christie Tony Butcher | 6:37,0 | Q     |
| 2.      | Czechosłowacja  | Václav Roubík Josef Kalaš Josef Schejbal Jiří Vaněk       | 6:44,9 |       |

Bieg 4
| Miejsce | Narodowość | Zawodnicy                                                    | Czas   | Kwal. |
| ------- | ---------- | ------------------------------------------------------------ | ------ | ----- |
| 1.      | Holandia   | Hein van Suylekom Sietze Haarsma Han Dekker Han van den Berg | 6:47,1 | Q     |
| 2.      | Jugosławia | Petar Ozretić Ivo Lipanović Mate Mojtić Klement Alujević     | 6:57,1 |       |

### Repasaże
Bieg 1
| Miejsce | Narodowość        | Zawodnicy                                                  | Czas   | Kwal. |
| ------- | ----------------- | ---------------------------------------------------------- | ------ | ----- |
| 1.      | Południowa Afryka | Edgar Ramsay Austin Ikin Des Maybery Claude Kietzman       | 6:49,7 | Q     |
| 2.      | Argentyna         | Julio Curatella Alberto Madero Óscar Zolezzi Óscar Almirón | 6:50,9 |       |
| 3.      | Jugosławia        | Petar Ozretić Ivo Lipanović Mate Mojtić Klement Alujević   | 6:59,4 |       |

Bieg 2
| Miejsce | Narodowość     | Zawodnicy                                                              | Czas   | Kwal. |
| ------- | -------------- | ---------------------------------------------------------------------- | ------ | ----- |
| 1.      | Dania          | Helge Halkjær Aksel Bonde Hansen Helge Muxoll Schrøder Ib Storm Larsen | 6:35,1 | Q     |
| 2.      | Czechosłowacja | Václav Roubík Josef Kalaš Josef Schejbal Jiří Vaněk                    | 6:41,7 |       |

### Półfinały
Bieg 1
| Miejsce | Narodowość | Zawodnicy                                                        | Czas   | Kwal. |
| ------- | ---------- | ---------------------------------------------------------------- | ------ | ----- |
| 1.      | Włochy     | Giuseppe Moioli Elio Morille Giovanni Invernizzi Francesco Faggi | 7:15,0 | Q     |
| 2.      | Holandia   | Hein van Suylekom Sietze Haarsma Han Dekker Han van den Berg     | 7:23,0 |       |

Bieg 2
| Miejsce | Narodowość      | Zawodnicy                                                              | Czas   | Kwal. |
| ------- | --------------- | ---------------------------------------------------------------------- | ------ | ----- |
| 1.      | Dania           | Helge Halkjær Aksel Bonde Hansen Helge Muxoll Schrøder Ib Storm Larsen | 7:13,8 | Q     |
| 2.      | Wielka Brytania | Peter Kirkpatrick Hank Rushmere Tom Christie Tony Butcher              | 7:16,3 |       |

Bieg 3
| Miejsce | Narodowość        | Zawodnicy                                            | Czas   | Kwal. |
| ------- | ----------------- | ---------------------------------------------------- | ------ | ----- |
| 1.      | Stany Zjednoczone | Fred Kingsbury Stu Griffing Greg Gates Bob Perew     | 7:42,2 | Q     |
| 2.      | Południowa Afryka | Edgar Ramsay Austin Ikin Des Maybery Claude Kietzman | 7:57,2 |       |

### Finał
| Miejsce | Narodowość        | Zawodnicy                                                              | Czas   |
| ------- | ----------------- | ---------------------------------------------------------------------- | ------ |
| złoto   | Włochy            | Giuseppe Moioli Elio Morille Giovanni Invernizzi Francesco Faggi       | 6:39,0 |
| srebro  | Dania             | Helge Halkjær Aksel Bonde Hansen Helge Muxoll Schrøder Ib Storm Larsen | 6:43,5 |
| brąz    | Stany Zjednoczone | Fred Kingsbury Stu Griffing Greg Gates Bob Perew                       | 6:47,7 |